# Kushinagar (distrikt)
Kushinagar (hindi: कुशीनगर जिला, urdu: کُشی نگر) er et distrikt i den indiske delstat Uttar Pradesh. Distriktets hovedstad er Padrauna. 

## Demografi
Ved folketællingen i 2011 var der 3.560.830 indbyggere i distriktet, mod 2.893.196 i 2001. Den urbane befolkning udgør 4,72 % af befolkningen.
Børn i alderen 0 til 6 år udgjorde 15,49 % i 2011 mod 20,27 % i 2001. Antallet af piger i den alder per tusinde drenge er 955 i 2011.